# Lucy Quinn
Lucy Quinn, née le 29 septembre 1993 à Southampton en Angleterre, est une footballeuse internationale irlandaise évoluant au poste d'attaquante à Birmingham City.

## Biographie

### En club
Lucy Quinn naît et grandit à Southampton. Elle y commence la pratique du football avant de rejoindre le club de Portsmouth où elle fréquente les équipes de jeunes. Lors de l'été 2016, elle signe au Yeovil United qui évolue en deuxième division. Elle marque dès son premier match sous ses nouvelles couleurs.
En septembre 2017, Lucy Quinn signe au Birmingham City Women Football Club.
Elle rejoint ensuite le Tottenham Hotspur Football Club Women, et se voit promue en première division avec son club.
En 2021, Lucy Quinn revient à Birmingham.

### En équipe nationale
Lucy Quinn est sélectionnée dans l'équipe de Grande-Bretagne qui dispute l'Universiade d'été de 2017 à Taïpei. Elle marque cinq buts dans les matchs de classement.
La même année Lucy Quinn est aussi sélectionnée en équipe d'Angleterre de football de plage qui dispute le championnat d'Europe de la discipline. Elle joue alors gardienne de but et est désignée comme la meilleure à ce poste dans la compétition. L'Angleterre remporte le championnat en battant la Suisse en finale.
En septembre 2021, Lucy Quinn reçoit son passeport irlandais et l'autorisation de la FIFA de jouer en équipe de république d'Irlande de football. Elle dispute son premier match à l'occasion d'une rencontre amicale contre l'Australie au Tallaght Stadium. Quinn est titulaire lors de cette rencontre et elle est même à l'origine du premier but de la partie : à la 11e minute, elle tire un coup franc qui est détourné dans son propre but par la gardienne australienne.
Le 11 octobre 2022, elle fait partie de la sélection irlandaise qui se qualifie pour la première fois de son histoire pour une Coupe du monde. L'Irlande bat l'Écosse 0-1 à Hampden Park. Lucy Quinn fait partie des remplaçantes. Elle n'entre pas sur le terrain.
En juin 2023, elle est sélectionnée pour disputer la coupe du monde 2023 en Australie.